# Gnu białobrode
Gnu białobrode (Connochaetes taurinus albojubatus) – podgatunek gnu pręgowanego. Występuje na obszarze od północnej Tanzanii do środkowej Kenii, do równika na południu i do doliny Rift Valley na zachodzie.

## Charakterystyka ogólna
Gnu białobrode ma brunatnoszare ubarwienie z pręgami po bokach i szyi. Na brodzie oraz na podgardlu występują długie białe włosy. 
Długośćdo 230 cm
Wysokość w kłębieok. 130 cm
Ogonok. 100 cm
Wagaok. 250 kg.

## Występowanie i biotop
Zamieszkuje stadnie na afrykańskich stepach, na obszarze od północnej Tanzanii do środkowej Kenii, do równika na południu i do doliny Rift Valley na zachodzie. Odżywia się roślinami.

## W niewoli
Gnu białobrode są hodowane w wielu ogrodach zoologicznych. Jedyne w Polsce osobniki są hodowane we wrocławskim ogrodzie zoologicznym.